# کایارلی (یورغیر)
کایارلی (به ترکی استانبولی: Kayarlı) یک منطقهٔ مسکونی در ترکیه است که در یورغیر واقع شده‌است.